# جاستن جارفيس
جاستن جارفيس (بالإنجليزية: Justin Jarvis)‏ هو كاتب أغاني أمريكي، ولد في 21 يونيو 1979 في برمنغهام في الولايات المتحدة.